# Réseau du Cher

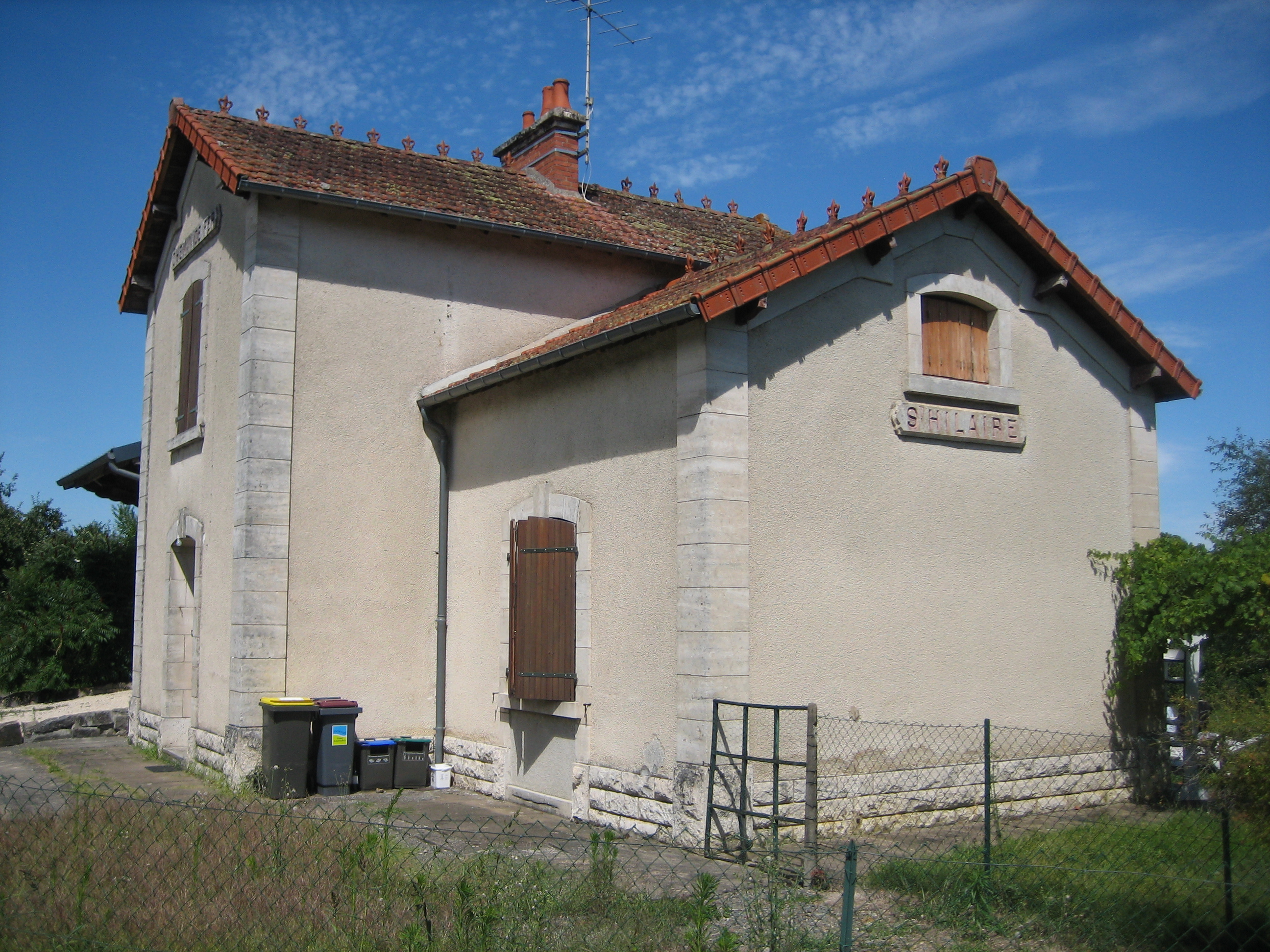
Gare de Saint-Hilaire-en-Lignières

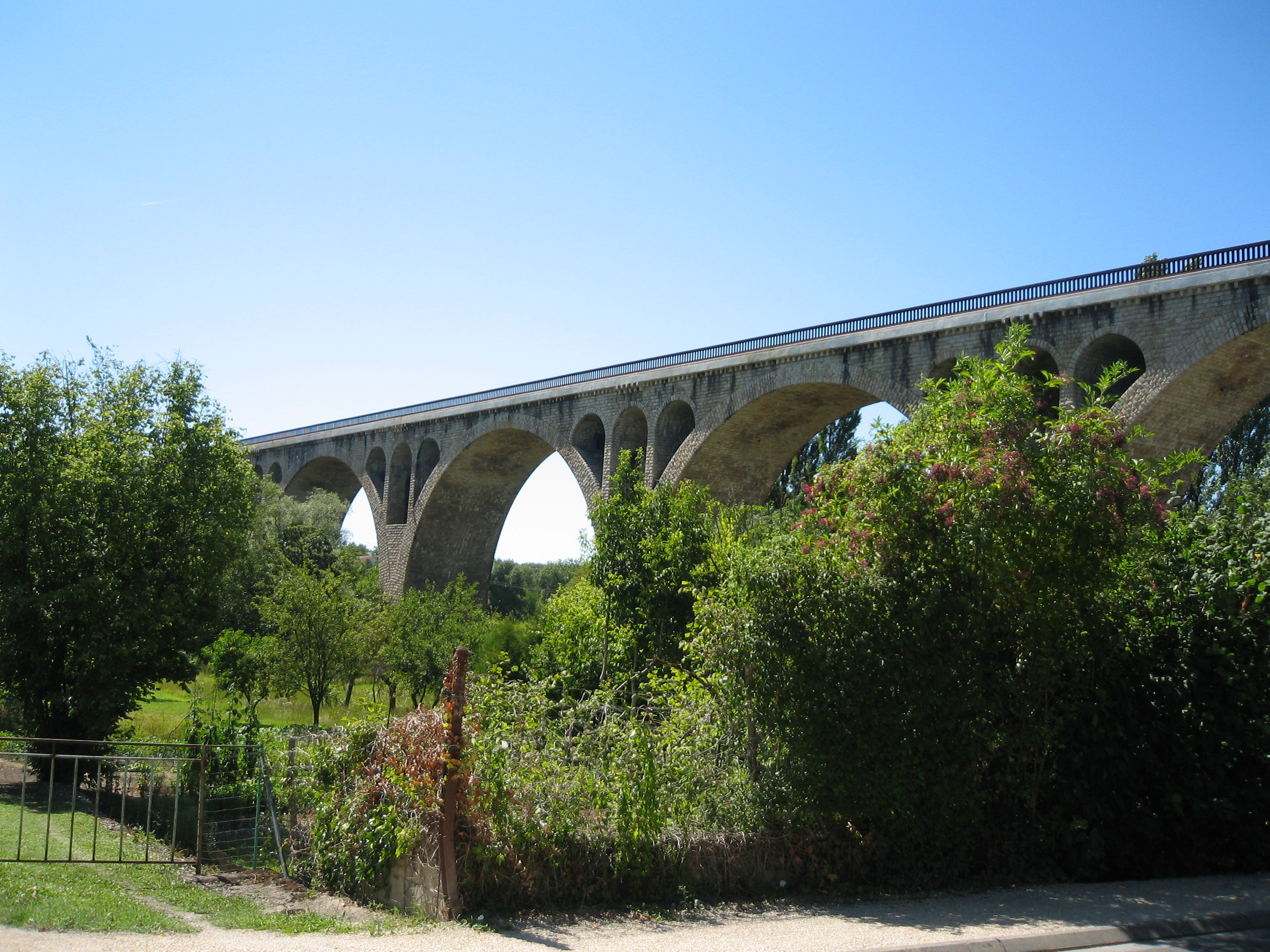
Viaduc de Saint-Florent-sur-Cher utilisé par le PO et les chemins de fer économiques.

Le réseau du Cher est un réseau de chemin de fer à voie métrique, desservant le département du Cher et exploité par la Société générale des chemins de fer économiques (SE) . Il formait avec le réseau de l'Allier un réseau appelé Réseau du Centre.
L'ensemble des lignes avait une longueur de 220 km pour le réseau d'intéret local et 88 km pour celui d'intéret général.

## Lignes

### Premier réseau
- La Guerche - Châteaumeillant (87,6 km)

La Guerche -Sancoins, ouverture le 10 août 1890
Sancoins - Châteaumeillant, ouverture le 7 septembre 1891
- Bourges -  Laugère (56 km)[1]

Bourges - Dun-sur-Auron (33,6 km), ouverture le 1er octobre 1888
Dun sur Auron -  Laugère (22,4 km), ouverture le 1er mars 1892

### Deuxième réseau
- Marçais - Saint-Florent (51 km)

Marçais -  Lignières (21 km), ouverture le 15 septembre 1906
Lignières - Saint-Florent (30 km), ouverture le 6 mai 1907
- La Guerche - Argent (98 km)

La Guerche - Veaugues (49 km), ouverture le 23 juillet 1906
Veaugues - Argent (49 km), ouverture le 26 août 1907
- Neuilly-Moulin-Jamet - Saint-Satur (embranchement) (15 km), ouverture le 29 mai 1908

### LigneNeuilly-Moulin-Jamet-Vierzon
Cette ligne secondaire de 68 km à voie métrique ouverte en 1914 et fermée en 1939 desservait Henrichemont où une correspondance était  assurée avec la ligne d'Auxy-Juranville à Bourges. Elle était exploitée par la Compagnie des chemins de fer économiques des Charentes.

## Gares de jonction
Il existait des jonctions ferroviaires :
avec le PO dans les gares suivantes :
- Bourges (ligne Vierzon - Saincaize) (ligne d'Auxy-Juranville à Bourges)
- Gare de Saint-Florent-sur-Cher (ligne de Bourges à Miécaze)
- Gare de Saint-Amand-Montrond - Orval (ligne de Bourges à Miécaze)
- Chateaumeillant
- Gare de La Guerche-sur-l'Aubois (ligne de Vierzon à Saincaize)
- Gare de Veaugues (ligne de Saint-Germain-du-Puy à Cosne-Cours-sur-Loire)
- Gare d'Argent-sur-Sauldre (ligne d'Auxy-Juranville à Bourges) (ligne de Gien à Argent)
- Gare de Sancerre (ligne de Saint-Germain-du-Puy à Cosne-Cours-sur-Loire)

avec les chemins de fer économiques des Charentes
- Neuilly - Moulin - Jamet (ligne Vierzon - Moulin - Jamet)

avec le chemin de fer du Blanc-Argent
- Argent

des jonctions fluviales :
avec le canal latéral à la Loire
- Saint-Satur

## Ouvrages d'art

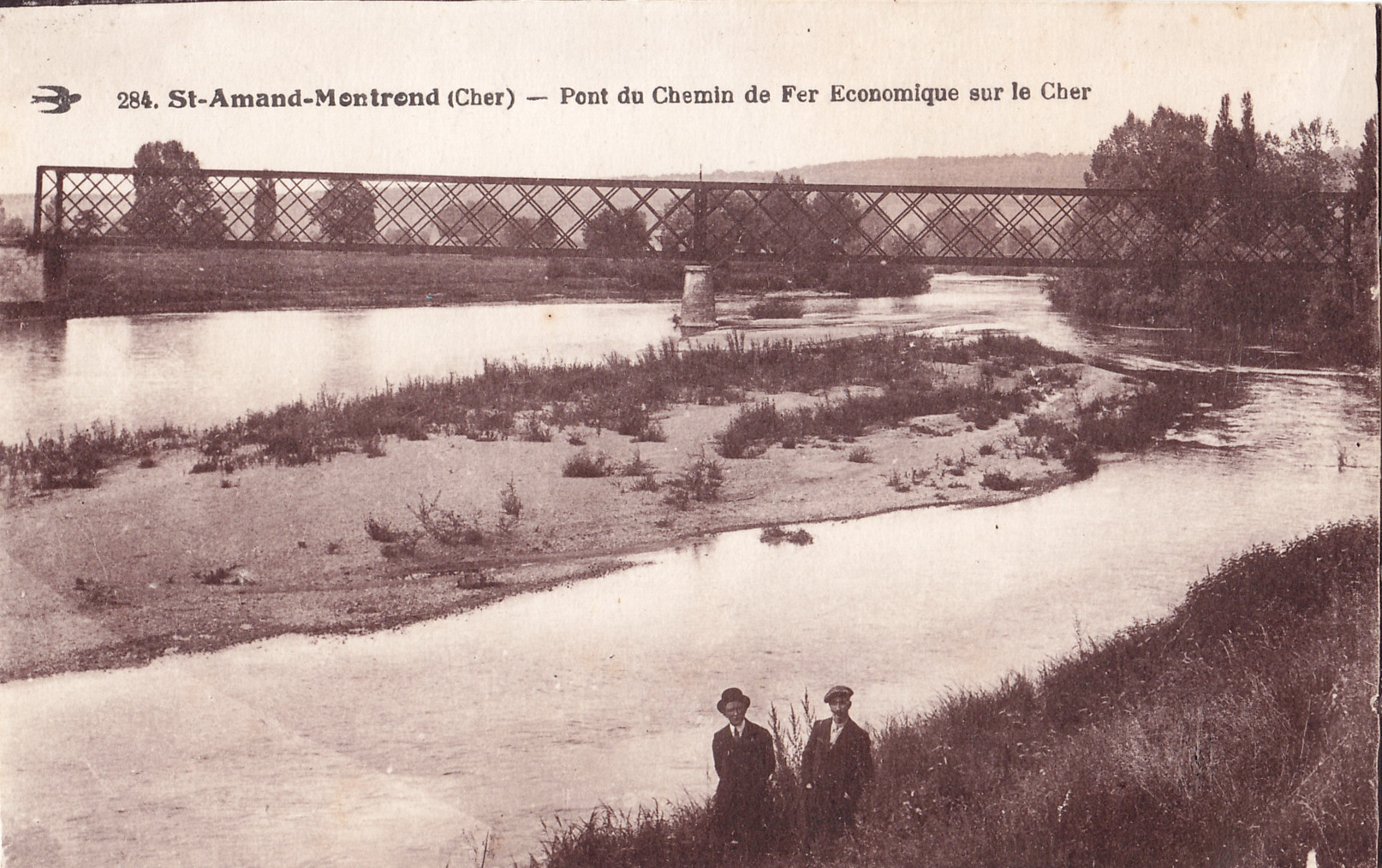
Le viaduc sur le Cher à Saint-Amand-Montrond.

- Le viaduc de Saint-Florent-sur-Cher, sur le Cher, long de 535 m, dont la plate-forme est partagée avec le PO (ligne de Bourges à Miécaze).
- Le viaduc sur le Cher à Saint-Amand-Montrond

## Exploitation
La Société générale des chemins de fer économiques eut en charge la construction et l'exploitation du réseau, par convention du 13 juillet 1885. 
La ligne Neuilly - Moulin - Jamet à Saint-Satur est confiée en 1926 à la compagnie des chemins de fer économiques des Charentes, qui exploite la ligne de Vierzon à Neuilly - Moulin - Jamet, dans les départements de l'Indre et du Cher. Sa longueur est de 68 km.
La fermeture des lignes eut lieu dans l'ordre suivant :
- le 1er aout 1948, lignes La Guerche - Argent et Neuilly - Moulin - Jamet à Saint-Satur ;
- le 1er juillet 1951, lignes Bourges - Laugères,  Marçais - Saint-Florent et La Guerche - Chateaumeillant.